# Liste der Monuments historiques in Saint-Juire-Champgillon
Die Liste der Monuments historiques in Saint-Juire-Champgillon führt die Monuments historiques in der französischen Gemeinde Saint-Juire-Champgillon auf.

## Liste der Bauwerke
| Bezeichnung       | Beschreibung | Standort | Kennzeichnung | Schutzstatus | Datum     | Bild           |
| ----------------- | ------------ | -------- | ------------- | ------------ | --------- | -------------- |
| Schloss           |              | (Lage)   | PA00110250    | Inscrit      | 1972      |                |
| Commanderie       |              | (Lage)   | PA00110310    | Inscrit      | 1991      |                |
| Kirche St-Georges |              | (Lage)   | PA00110249    | Inscrit      | 1984      | weitere Bilder |
| Logis Le Bâtiment |              | (Lage)   | PA85000026    | Inscrit      | 1985 2007 |                |

## Liste der Objekte
- Monuments historiques (Objekte) in Saint-Juire-Champgillon in der Base Palissy des französischen Kultusministeriums